# Feitsmastate

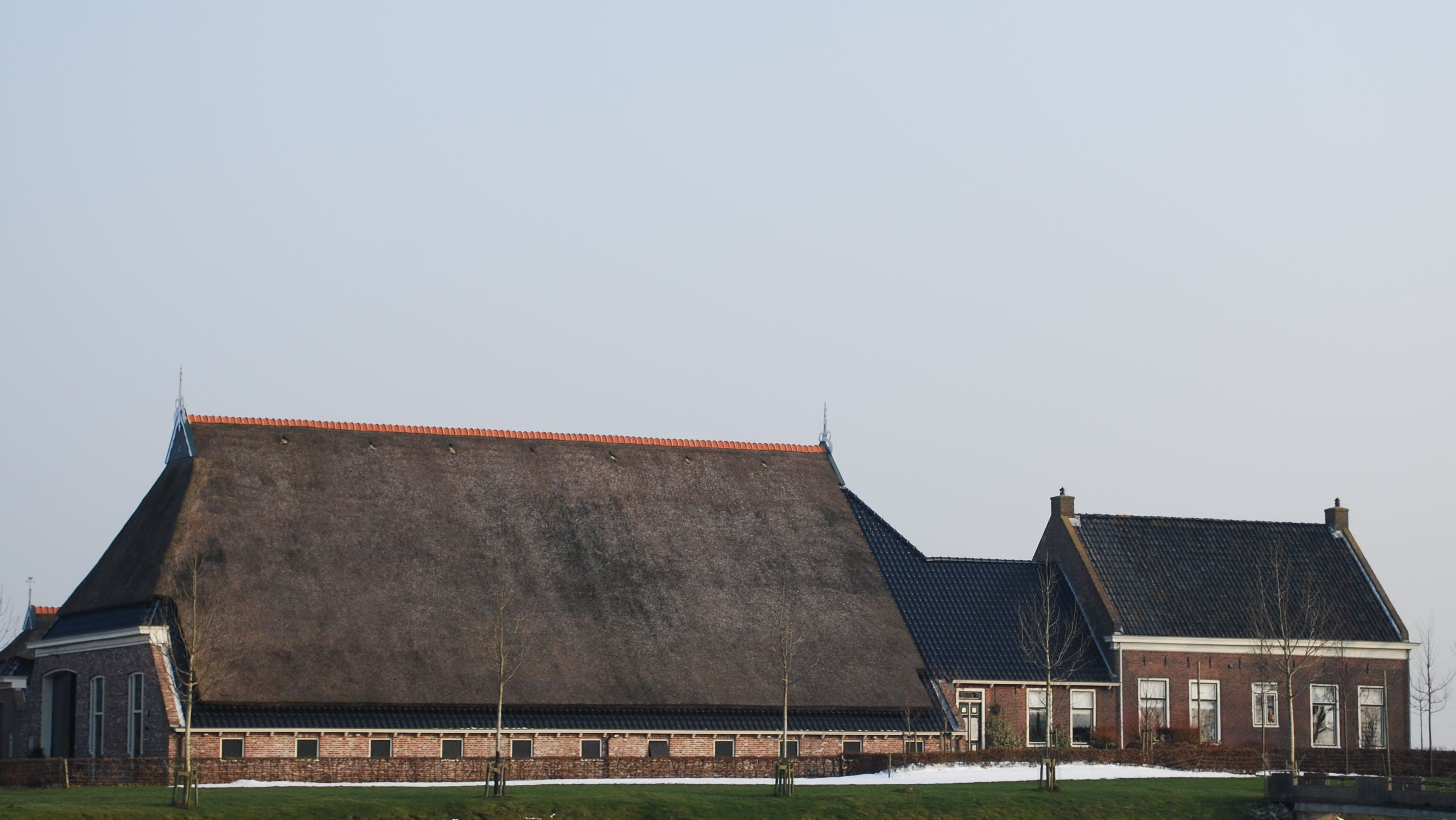
Monumentale kop-hals-rompboerderij Feitsmastate uit 1846 aan de Willem Loréweg bij Kollumeroudzijl.

De Feitsmastate is een monumentale boerderij uit 1846 ten noorden van het dorp Kollum.
Bocke van Feytsma was getrouwd met Haring van Burmania en bij hun huwelijk in 1600 kreeg hij van zijn vader, grietman Jelger van Feytsma een “Sate Landts, geleegen bij Collumersyl, groot 70 pdm. met noch een Sate Landts mede aldaar bij de syl geleegen, groot omtrent 30 pdm.” plus een bedrag om daar een huis op te bouwen.
Bocko werd eveneens grietman van Kollumerland en werd na zijn dood begraven in de Maartenskerk te Kollum. Kort na zijn overlijden is de state waarschijnlijk afgebroken en vervangen door een boerderij. Deze boerderij vererfde meerdere malen binnen de familie tot deze in 1690 verkocht werd. Hierop voerden de toenmalige eigenaren ook de naam Feytsma. Later zou de boerderij in het bezit komen van de uit Lutjegast afkomstige Jan Jans die in 1812 eveneens de achternaam Feitsma aannam.